# 平等保護條款
平等保护条款（英語：Equal Protection Clause），是美国法律术语，它保障了所有人民在法律之前均可得到同等的对待。这个条款来自美国宪法第十四修正案中，保障每名美国公民不被各州的州政府剥夺依法律享有的公民权利，以確保永久廢除奴隸制。此條款在1954年布朗訴托皮卡教育局案後，被應用於各種牽涉公民權利的官司，包括具爭議性的1973年容許墮胎全國合法化的羅訴韋德案。

## 内容
美国宪法第十四修正案第一款规定：
|  | All persons born or naturalized in the United States, and subject to the jurisdiction thereof, are citizens of the United States and of the State wherein they reside. No State shall make or enforce any law which shall abridge the privileges or immunities of citizens of the United States; nor shall any State deprive any person of life, liberty, or property, without due process of law; nor deny to any person within its jurisdiction the equal protection of the laws. |

其译文如下：
|  | 所有出生於美國或歸化為加入美國國籍的人，無論居住於何地，在司法面前且遵守美國司法的管轄，都被視為是美國及所在州的公民，為美國的一分子。任何一州不得制定或執行，任何可能消減公民的特權和免除法定權利，或是解除美國公民資格的法律；在未經適正當的法律程序時，任何一州不得能剝奪人公民的生命、自由或財產；亦不得否認轄區內任何人在其治下受法律平等保護之權利。 |

## 影響
該條款被美国最高法院广泛用于推翻各州歧视性法律和政策，著名案件例如：
- 布朗訴托皮卡教育局案（1954年）：部分州规定不同肤色的儿童进入不同学校，最高法院裁定这种规定侵犯了黑人儿童受法律平等保护的权利，推翻了由普莱西诉弗格森案所建立之隔離但平等的原則。
- Loving夫妇诉弗吉尼亚案（Loving v. Virginia）（1967年）：最高法院裁定弗吉尼亚州禁止白人与非白人结婚的法律违反平等保护条款，正式容許跨種族婚姻。
- 羅訴韋德案（Roe v. Wade）：最高法院裁定美國的女性可以在懷孕期間的三個階段享有墮胎權。
- 1982年密西西比女子大学诉Hogan案（Mississippi University for Women v. Hogan）、1996年合众国诉弗吉尼亚案（United States v. Virginia）：最高法院裁定设立只招收男性或女性的公立学校违反平等保护条款。
- 1992年美國計劃生育聯合會 v. 瓊斯案（Planned Parenthood v. Casey）：最高法院肯定並重申了墮胎權，惟容許各州進行不同的法律限制，包括等待期限，這為各州的反墮胎法開綠燈。
- 勞倫斯訴德克薩斯州案（2003年）：裁決同性性行為在全國非刑事化。
- 美国诉温莎案（2013年）：裁決限制婚姻在一男一女，禁止各州承認同性婚姻的捍衛婚姻法案違憲。
- 奥贝格费尔诉霍奇斯案（2015年）：裁決禁止同性婚姻的法律違憲，容許同性婚姻在全美國合法化。

## 外部連接

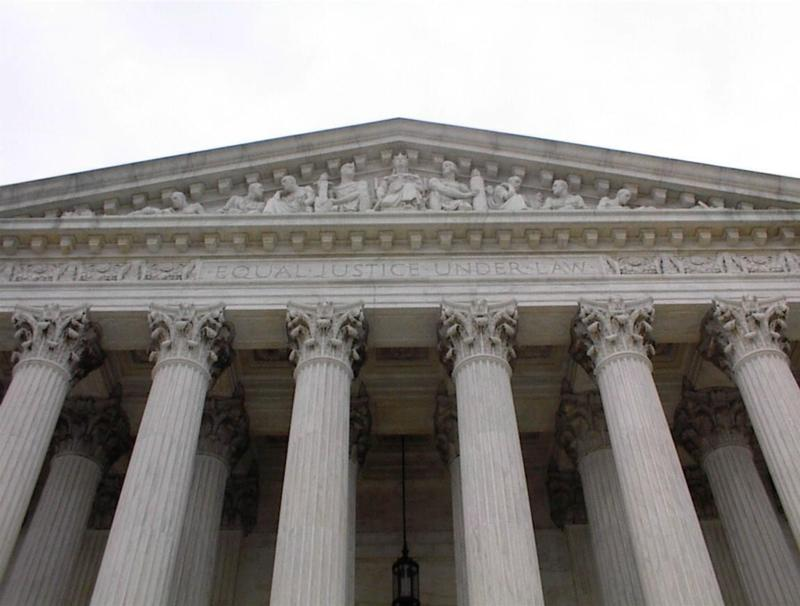
美国最高法院大楼入口所展示的“Equal justice under law”（法律之前人人平等），是平等保护条款的一个写照

- Original Meaning of Equal Protection of the Laws （页面存档备份，存于）, Federalist Blog
- Equal Protection: An Overview （页面存档备份，存于）, Cornell Law School
- Equal Protection （页面存档备份，存于）, Heritage Guide to the Constitution
- Equal Protection (U.S. law) （页面存档备份，存于）, Encyclopædia Britannica
- Naderi, Siavash. “The Not So Definite Article （页面存档备份，存于）”, Brown Political Review (November 16, 2012).

Template:Equal protection and criminal procedure